# نوبل بایوکر
نوبل بایوکر (انگلیسی: Nobel Biocare) شرکت تجهیزات پزشکی سوئیسی است، که در سال ۱۹۸۱ تأسیس شد.